# Анализ на Фурие
В математиката анализът на Фурие е изследване на начина, по който някои, наричани общи функции могат да бъдат апроксимирани чрез по-прости тригонометрични функции. Анализът на Фурие произлиза от неговия математически анализ на френквентни периодични функции, наречени редове на Фурие, като възстановяването на функцията от тези части е известна като „синтез на Фурие“.
Най-често това е дискретната версия на трансформацията на Фурие, която може да бъде определено като бързо изчисление с помощта на алгоритми за бърза трансформация на Фурие.
Преобразуването на Фурие на периодична функция s sP(t) с период P се представя като функция на Дирак и резултат от последователност от комплексни модули:
{\displaystyle S[k]={\frac {1}{P}}\int _{P}s_{P}(t)\cdot e^{-i2\pi {\frac {k}{P}}t}\,dt,\quad k\in \mathbb {Z} } (където ∫P е интегралът върху даден интервал с дължина P).